# Iwan Kapitonow
Iwan Wasiljewicz Kapitonow (ros. Ива́н Васи́льевич Капито́нов, ur. 10 lutego?/23 lutego 1915 we wsi Siewierskoje w guberni riazańskiej, zm. 28 maja 2002 w Moskwie) – radziecki polityk, członek KC KPZR (1952–1986), sekretarz KC KPZR (1965–1986), Bohater Pracy Socjalistycznej (1975).

## Życiorys
W 1938 ukończył Moskiewski Instytut Inżynierów Budownictwa Komunalnego, po czym pracował jako inżynier budowlany w Riazaniu. W latach 1938–1940 służył w Armii Czerwonej, od 1940 w WKP(b), 1940–1941 szef odcinka budowlanego w Riazaniu, od 1941 funkcjonariusz partyjny. W latach 1943–1947 sekretarz i II sekretarz rejonowego komitetu WKP(b) w Moskwie, 1947-1948 przewodniczący  komitetu wykonawczego rady rejonowej w Moskwie, w latach 1948–1951 sekretarz i kierownik wydziału Komitetu Miejskiego WKP(b) w Moskwie. Od 15 listopada 1951 do września 1952 II sekretarz, a od września 1952 do 29 marca 1954 I sekretarz Komitetu Miejskiego WKP(b)/KPZR w Moskwie. Od 14 października 1952 do 25 lutego 1986 członek KC KPZR, od 27 marca 1954 do 2 marca 1959 I sekretarz Komitetu Obwodowego KPZR w Moskwie, od 27 lutego 1956 do 1959 członek Biura KC ds. Rosyjskiej FSRR, w 1959 inspektor KC KPZR, od 22 września 1959 do grudnia 1964 I sekretarz Komitetu Obwodowego KPZR w Iwanowie (od stycznia 1963: Przemysłowego Komitetu Obwodowego w Iwanowie). W latach 1964–1965 kierownik Wydziału Organów Partyjnych KC KPZR w Rosyjskiej FSRR, od grudnia 1964 do 8 kwietnia 1966 ponownie członek Biura KC KPZR ds. Rosyjskiej FSRR, 1965–1983 kierownik Wydziału Pracy Organizacyjno-Partyjnej KC KPZR. Od 6 grudnia 1965 do 25 lutego 1986 sekretarz KC KPZR, od 6 marca 1986 do 25 kwietnia 1989 członek Centralnej Komisji Rewizyjnej KPZR, od 6 marca 1986 do 30 września 1988 jej przewodniczący. Od października 1988 na emeryturze. Deputowany do Rady Najwyższej ZSRR od 4 do 11 kadencji i do Rady Najwyższej Rosyjskiej FSRR od 3 do 5 i od 7 do 9 kadencji.

## Odznaczenia
- Medal Sierp i Młot Bohatera Pracy Socjalistycznej (22 lutego 1975)
- Order Lenina (czterokrotnie – 30 stycznia 1957, 22 lutego 1965, 22 lutego 1975 i 22 lutego 1985)
- Order Czerwonego Sztandaru Pracy
- Order Wojny Ojczyźnianej II klasy (6 września 1947)
- Order Czerwonej Gwiazdy
- Medal „Za pracowniczą dzielność”
- Order Karla Marksa (Niemiecka Republika Demokratyczna)
- Order Zwycięskiego Lutego (Czechosłowacka Republika Socjalistyczna)
- Order Georgi Dimitrowa (Bułgarska Republika Ludowa)
- Order Suche Batora (Mongolska Republika Ludowa)
- Order Hồ Chí Minha (Wietnam)

I medale.